# Thomas Ford (Komponist)
Thomas Ford (* um 1580; † 17. November 1648 in London) war ein englischer Komponist, Lautenist, Gambist und Dichter. 

## Leben
Ford wurde von  Henry Frederick Stuart, dem Sohn Jakobs I., an den Königshof berufen. Als Musiker wirkte er für den Prinzen Henry von 1610 bis 1612, für den Prinzen Karl 1617–25 und, nachdem dieser König Karl I. geworden war, weiter bis zum Ausbruch des Englischen Bürgerkriegs 1642. Neben John Dowland war er der Hauptvertreter der Komponistengeneration vor Henry Lawes. Ford liegt in St Margaret’s in Westminster begraben.
Ford komponierte drei- bis sechsstimmige Hymnen, vier Kanons auf geistliche Texte, 35 Partsongs (mehrstimmige homophone Lieder), sechs fünfstimmige Fantasien und Gambenmusik. Als seine bedeutendste Sammlung gilt die zweiteilige Musicke of Sundrie Kindes (London 1607). Der erste Teil Aries for 4 voices to the Lute, Orphorion, or Basse-viol, with a Dialogue for two Voices umfasst Airs für die Laute, der zweite Teil für das Gambenconsort beinhaltet Tanzsätze wie Pavans (etwa Mr. Southcote’s Pavan, im Original für die Lyra-viol), Galiards, Almaines, Toies, Jigges, Thumpes, and such like, wobei die Bezeichnung „Thump“ ein Pizzicato der linken Hand meint. Viele der Airs sind in zwei Fassungen abgedruckt, jeweils für eine bis mehrere Gesangsstimmen mit Lautenbegleitung oder im vierstimmigen Satz. Einige seiner geistlichen Werke, die 1614 und 1620 im Druck erschienen, beinhalteten den für die englische Musik damals noch unüblichen Generalbass, der in der kontinentaleuropäischen Barockmusik zwar schon gebräuchlich war, in England aber erst viel später erscheinen sollte.